# 刘夏古文化遗址
31°08′29″N 121°14′45″E / 31.14142°N 121.24573°E
刘夏古文化遗址，位于中华人民共和国上海市青浦区赵巷镇刘夏村北，是一个古文化遗址、上海市文物保护单位。

## 特点
1972年12月，开挖淀浦河时，在河岸断面上，深1.5-2.0米处出露一层灰黑色古文化堆积层，其中包含灰烬、红烧土、动物残骨和古陶片。之后出土考古发现有夏商时期马桥文化的叶脉纹圜底内凹硬陶罐、大方格纹灰陶瓿、鹿角锄形器。此外还出土春秋战国时期的席纹、绳纹、回字纹、弦纹等硬陶片，这些均为上海地区的人类发展史的考古依据。1977年12月7日，被认定为上海市文物保护单位。